# Jak to się robi (film 1973)
Jak to się robi – polska komedia obyczajowa z 1973 roku w reżyserii Andrzeja Kondratiuka.

## Fabuła
W pociągu zmierzającym do Zakopanego dochodzi do spotkania dwóch pasażerów – jeden podaje się za reżysera filmowego, natomiast drugi za literata. Podczas podróży obaj snują wizje filmu, który pragnęliby wspólnie stworzyć. W Zakopanem wynajmują sanie, którymi udają się do domu pracy twórczej „Muza”. Nazajutrz organizują „białe szaleństwo”, wskutek którego trafiają do szpitala. Dla obu mężczyzn pobyt na szpitalnych łożach, z powodu nadmiaru czasu, staje się okazją do omówienia sprawy scenariusza ich filmu o Muzyku i Mulatce. Po opuszczeniu kliniki szukają kandydatek do głównej roli w tym przedsięwzięciu.

## Obsada
- Jan Himilsbach – „pisarz” Narożny
- Zdzisław Maklakiewicz – „reżyser filmowy” Zdzisław Kozłowski
- Iga Cembrzyńska – pielęgniarka
- Emilia Krakowska – Alina Kubacka, kierowniczka domu pracy twórczej „Muza”
- Halina Kowalska – wczasowiczka
- Małgorzata Kupczyńska – Małgosia
- Barbara Kwiatkowska-Lass – przygodna znajoma
- Józef Nowak – milicjant

## Produkcja
Zdjęcia plenerowe kręcono w Zakopanem oraz na Kasprowym Wierchu.